# Condado de Wayne (Nebraska)
El condado de Wayne (en inglés: Wayne County), fundado en 1870 y con ese nombre en honor al general Anthony Wayne, es un condado del estado estadounidense de Nebraska. En el año 2000 tenía una población de 9.851 habitantes con una densidad de población de 9 personas por km². La sede del condado es Wayne.

## Geografía
Según la oficina del censo el condado tiene una superficie total de 1149 km² (443,6 mi²), de los que la totalidad son tierra.

## Condados adyacentes
- Condado de Dixon - noreste
- Condado de Thurston - este
- Condado de Cuming - sureste
- Condado de Stanton - sur
- Condado de Pierce - oeste
- Condado de Cedar - norte

## Demografía
Según el censo del 2000 la renta per cápita media de los habitantes del condado era de 32.366 dólares y el ingreso medio de una familia era de 43.840 dólares. En el año 2000 los hombres tenían unos ingresos anuales 27.848 dólares frente a los 20.376 dólares que percibían las mujeres. El ingreso por habitante era de 14.644 dólares y alrededor de un 14.50% de la población estaba bajo el umbral de pobreza nacional.

## Ciudades y pueblos
- Carroll
- Hoskins
- Sholes
- Wakefield
- Wayne
- Winside